# John Aubrey

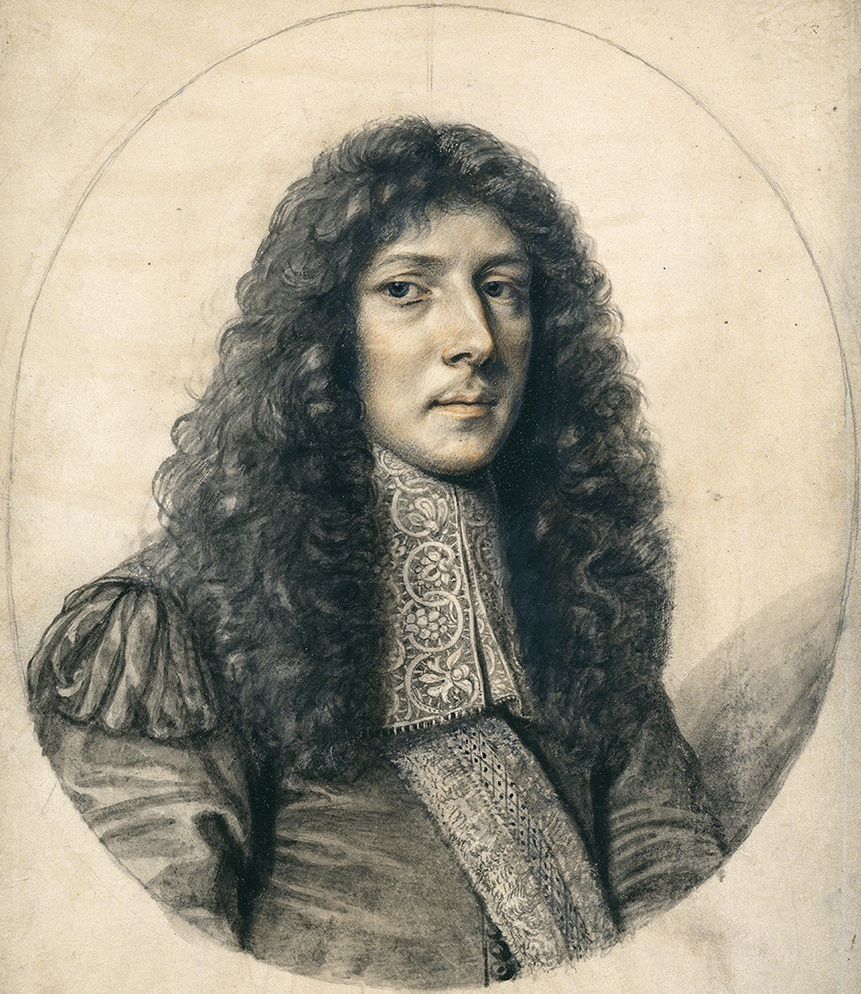
John Aubrey op een tekening van William Faithorne, Ashmolean Museum, Oxford

John Aubrey (Kingston, Wiltshire, 12 maart 1626 - Oxford, 7 juni 1697) was een Engels antiquaar en schrijver. Aubrey is vooral bekend gebleven door Brief Lives, een serie korte biografische schetsen over bekende tijdgenoten.

## Achtergrond
John Aubrey studeerde aan het Trinity College van de Universiteit van Oxford (1642). Zijn vader liet hem een aanzienlijk vermogen na, maar door hoge proceskosten wegens uitstaande schulden had hij daar niet lang plezier van. Hij werd al tijdens zijn studie antiquaar. Hij verzamelde boeken en maakte vrienden, onder wie bekende schrijvers, geleerden en diplomaten, maar ook drukkers, wiskundigen en politici. Hij maakte, wanneer hij hun had gezien, veel aantekeningen, maar ging daar aan de andere kant vrij slordig mee om. Hij schreef eerst om Anthony Wood bij te staan, maar al zijn biografische onderzoek leidde spoedig tot een eigen project.
Aubrey schreef een biografie over zijn vriend Thomas Hobbes. Toen Anthony Wood zijn Athenae Oxoniensis aan het schrijven was, gaf Aubrey hem zijn materiaal, samen met ander werk. Het enige werk van Aubrey, dat tijdens zijn leven verscheen, was Miscellanies (1696), een boek over dromen, voortekenen en occulte verschijnselen.
Zijn aantekeningen bleken, toen hij overleed, vrij chaotisch te zijn. Alles dat hij had geschreven en in de Bodleian Library bewaard was gebleven, moest door anderen worden geordend. Hieruit ontstond Brief Lives, dat pas in 1813 als het tweede deel van Letters written by Eminent Persons werd gepubliceerd. Het is soms anekdotisch van aard en bevat komische details, waarbij ook bleek dat hij zijn informatie niet altijd uit de eerste hand had. Brief Lives bevat biografieën van onder anderen Francis Bacon, Robert Boyle, John Dee, Sir Walter Raleigh, Edmond Halley, Ben Jonson en William Shakespeare en werd vele malen herdrukt.

## Aubrey-holes
John Aubrey is ook bekend van de naar hem vernoemde Aubrey-holes. Bij een bezoek aan het prehistorische monument Stonehenge merkte hij op, dat rond de stenen cirkels 56 kuilen lagen op regelmatige afstanden. Lange tijd dacht men, dat er ooit houten palen in hadden gestaan, die in de loop van de eeuwen waren vergaan. Maar in de 20e eeuw kwam men tot de conclusie, dat de "blue stones" van de binnenste ring oorspronkelijk in die gaten moeten hebben gestaan.